# Demografía de Sri Lanka

## Características de la población
La mayoría de la población esrilanquesa es cingalesa (83%), a la que siguen por importancia los tamiles (8,9%) y los árabes (7,7%).

## Evolución de la población
En 1700 tenía 235 mil habitantes, en 1800 tenía 500 mil personas; en 1834 llegó al millón de habitantes. En 1864 llegó a los 2 millones y en 1891 a los 3 millones. En 1900 tenía 4 millones de habitantes aunque cayó a 3,5 millones para 1905, aun así llegó a recuperarse.
En 1921 la población alcanzaba los 4,5 millones de habitantes, que pasó en 1946 a 6,6 millones y, a finales del siglo XX a 18,5 millones. Los flujos migratorios se producen fundamentalmente de este a oeste, hacia la ciudad de Colombo, existiendo también un importante flujo migratorio al extranjero, principalmente hacia el Reino Unido.

## Idioma

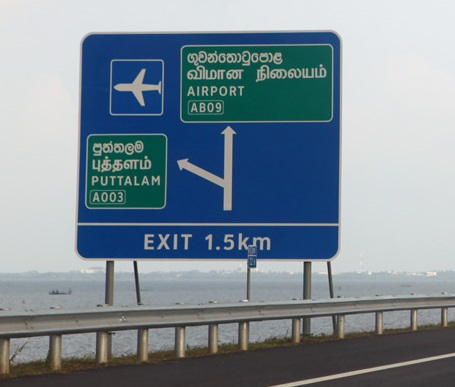
Una señal de tráfico en Colombo - Katunayake Expressway, Sri Lanka

Las lenguas oficiales son el cingalés y el tamil. El inglés no está considerado como idioma oficial, pero en la práctica funciona también como tal, ya que es usado en todos los círculos oficiales, financieros y educativos del país y es utilizado de forma cotidiana por la mayoría de la población como primer, segundo o tercer idioma. Una pequeña minoría de la población cingalesa desciende de los colonos portugueses que se establecieron en la isla durante el siglo XVI, y aun hoy en día conservan el uso del idioma dentro de su propio ámbito.

## Religión
La división religiosa está constituida por budistas (69%), hinduistas (16%), musulmanes (7,6%) y cristianos (7,5%).

### Musulmanes enSri Lanka

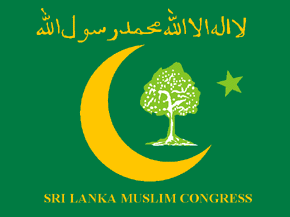
Bandera del Sri Lanka Muslim Congress.

Existe una comunidad musulmana en Ceilán que se organizó el 21 de septiembre de 1981 en el Sri Lanka Muslim Congress reconocido como partido político el 11 de febrero de 1988 y participando desde entonces en todas las elecciones excepto las presidenciales siendo la tercera fuerza política en las elecciones de 1989 y 1994. En el gobierno de Kamaratunga el SRMC formó parte de la coalición de gobierno. Su líder M.H.M. Ashraff ocupó una cartera ministerial.
Su bandera oficial es verde oscuro con la proporción 3:4. Tiene una media luna amarilla y encima la shahada o profesión de fe musulmana, en lengua árabe, que dice: "lā ilāha illā Allāh wa-Muhammad rasūlu l-lāh" (no hay más divinidad que Dios y Mahoma es su mensajero), y debajo el nombre del partido en inglés. Ambas inscripciones en amarillo. Al lado de la media luna se sitúa el símbolo del partido, un árbol, en verde claro y blanco, y la estrella de cinco puntas ligeramente rotada, también en verde claro.
- Datos: Q2737195
- Multimedia: Demographics of Sri Lanka / Q2737195